# Hakim Abdallah
Hakim Djamel Abdallah (Saint-Leu, 9 januari 1998) is een Malagassisch-Frans voetballer die sinds 2023 uitkomt voor Dinamo Boekarest.

## Clubcarrière
Abdallah werd geboren in Saint-Leu, een gemeente in Réunion. Hij verhuisde later naar het Franse vasteland, waar hij begon met voetballen bij AS Saint-Martin-des-Champs. In 2011 stapte hij over naar Stade Brestois, dat hem in 2015 liet debuteren in het tweede elftal van de club. In 2016 versierde hij een transfer naar Stoke City, maar daar kwam hij nooit aan spelen toe in het eerste elftal: eerst kwam hij uit voor de U23 van de club en vervolgens werd hij uitgeleend aan de Franse derdeklasser US Avranches en de Spaanse derdeklasser CD El Ejido.
In 2018 trok Abdallah de deur bij Stoke City definitief achter zich dicht en tekende hij bij FC Nantes. Daar speelde hij twee seizoenen bij het tweede elftal van de club in de Championnat National 2. In augustus 2020 verhuisdd hij naar de Luxemburgse eersteklasser Swift Hesperange. Daar had hij met zijn 23 goals in 30 competitiewedstrijden een groot aandeel in de derde plaats van promovendus Swift Hesperange. Abdallah eindigde dat seizoen ook tweede in de topschuttersstand, weliswaar op tien goals van Zachary Hadji.
In mei 2021 ondertekende hij een contract voor één seizoen met optie bij de Belgische tweedeklasser Lierse Kempenzonen. Abdallah, die in de zomer van 2020 nog bij RFC de Liège had getest, zat op dat moment nog in volle titelstrijd met Swift Hesperange. De aanvaller toonde in zijn tweede officiële wedstrijd voor Lierse meteen zijn neus voor doelpunten: in de bekerwedstrijd tegen Thes Sport scoorde hij viermaal. Abdallah scoorde in zijn debuutseizoen voor Lierse Kempenzonen zeven competitiegoals.

## Interlandcarrière
Abdallah was in het verleden Frans jeugdinternational. Op 12 oktober 2020 maakte hij evenwel zijn debuut voor Madagaskar: in de vriendschappelijke interland tegen Burkina Faso (2-1-verlies) kreeg hij meteen een basisplaats van bondscoach Kamou Malo.